# Luis Cervantes
Luis Roberto Cervantes Godínez (ur. 9 lutego 2001 w Guanajuato) – meksykański piłkarz występujący na pozycji prawego obrońcy, od 2022 roku zawodnik Leónu.